# سيغريد صندباي
سيغريد صندباي (بالنرويجية: Sigrid Sundby)‏ (و. 1942 – 1977 م) هي متزلجة نرويجية، شاركت في الألعاب الأولمبية الشتوية 1976، والألعاب الأولمبية الشتوية 1972، والألعاب الأولمبية الشتوية 1968، توفيت عن عمر يناهز 35 عاماً.

## روابط خارجية
- سيغريد صندباي على موقع SpeedSkatingBase.eu (الإنجليزية)
- سيغريد صندباي على موقع SpeedSkatingNews.info (الإنجليزية)
- سيغريد صندباي على موقع SpeedSkatingStats.com (الإنجليزية)
- سيغريد صندباي على موقع اللجنة الأولمبية الدولية (الإنجليزية)
- سيغريد صندباي على موقع أوليمبيديا (الإنجليزية)